# Wolfella spinolae
Wolfella spinolae är en insektsart som beskrevs av Gustaf Emanuel Haglund 1899. Wolfella spinolae ingår i släktet Wolfella och familjen dvärgstritar. Inga underarter finns listade i Catalogue of Life.